# Missionswerk Frohe Botschaft
Die Mission Frohe Botschaft (ehemals: Missionswerk Frohe Botschaft; abgekürzt: MFB) ist eine als eingetragener Verein organisierte christlich-humanitäre Hilfsorganisation mit Sitz in Großalmerode (Werra-Meißner-Kreis), etwa 20 Kilometer von Kassel entfernt.

## Geschichte
Am 13. Oktober 1961 wurde der Verein „Missionstrupp Frohe Botschaft“ in Wissen an der Sieg durch 13 Mitglieder gegründet. Der erste Missionsleiter und Geschäftsführer war der Evangelist und Buchautor Wolfgang Heiner. 1969 erwarb der Verein die ehemalige „Heimstätte“ der Pfarrer-Gebetsbruderschaft in der Nordstraße in Großalmerode. Bekannt wurde der MFB durch die international besetzten jungen Missionsmannschaften, die in ganz Deutschland und z. T. auch in den Nachbarländern evangelisierten. Dabei verwendeten sie moderne Musik, Anspiele und Literatur. Der Verein hatte einen eigenen Verlag, die „Phono- und Schriftenmission“, in dem viele Jahre lang die unterschiedlichsten Medien herausgebracht wurden. Später konzentrierte sich die Arbeit des Vereins auf die Freizeit- und Seminararbeit in den eigenen Gästehäusern in Großalmerode. Seit 1982 engagiert sich der Verein in Uganda, Kenia und Ruanda. Dort hilft er Menschen in Not durch persönliche Patenschaften und verschiedene sozial-missionarische Projekte. 1984 änderte der Verein seinen Namen in „Missionswerk Frohe Botschaft“. 2024 wurde er in „Mission Frohe Botschaft“ umbenannt. Die bisherigen Missionsleiter waren Wolfgang Heiner (1961–1995), Reinhard Schumacher (1995–2005) und Hartmut Krause (seit 2005).

## Partnerschaften
Das MFB arbeitet auf der Glaubensbasis der Evangelische Allianz Deutschland. Mitgliedschaft besteht in Deutschland bei der Evangelischen Allianz Deutschland (EAD), der AEM (Korntal) und dem netzwerk-m.

## Diskografie
Folgende Schallplatten wurden von der Phonomission des Missionstrupps Frohe Botschaft veröffentlicht:
| Nr.     | Titel                                                                                            | Titel | Künstler                                                                                       | Jahr | Anmerkungen |
| Nr.     | Seite A                                                                                          | Seite B | Künstler                                                                                       | Jahr | Anmerkungen |
| ------- | ------------------------------------------------------------------------------------------------ | --- | ---------------------------------------------------------------------------------------------- | ---- | --- |
| MFB 001 | Der Karlsruher Evangelisationschor singt und spielt                                              | Der Karlsruher Evangelisationschor singt und spielt                                                                                  | Karlsruher Evangelisationschor                                                                 | 19?? | Reihe: Jugend singt |
| MFB 001 | - Lass dich mit Gott versöhnen - Wache auf, hör den Ruf                                          | - Jugend für Christus - Es klingt ein Lied                                                                                           | Karlsruher Evangelisationschor                                                                 | 19?? | Reihe: Jugend singt |
| MFB 002 | Der Oberbergische Evangelisationschor singt und spielt                                           | Der Oberbergische Evangelisationschor singt und spielt                                                                               | Oberbergischer Evangelisationschor                                                             | 19?? | Reihe: Jugend singt |
| MFB 002 | - In dir ist Freude - Seit ich ging um dich zu suchen                                            | - Welch ein Freund - Wenn wir dich fragen                                                                                            | Oberbergischer Evangelisationschor                                                             | 19?? | Reihe: Jugend singt |
| MFB 003 | Der Marburger Evangelisationschor singt und spielt                                               | Der Marburger Evangelisationschor singt und spielt                                                                                   | Marburger Evangelisationschor                                                                  | 19?? | Reihe: Jugend singt |
| MFB 003 | - O Gott, sei gelobt - O die tiefe Liebe Jesu (Seit ich ging um dich zu suchen)                  | - Im Kreuz ist unsre Kraft verborgen - Jesu Name nie verklinget                                                                      | Marburger Evangelisationschor                                                                  | 19?? | Reihe: Jugend singt |
| MFB 004 | Die Jahresmannschaft singt                                                                       | Die Jahresmannschaft singt | Doppelquartett der MFB-Jahresmannschaft                                                        | 19?? | Reihe: Jugend singt |
| MFB 004 | - Sehet, welch eine Liebe - Jesu, meine Sonne                                                    | - Ja, wenn Jesu Hand mich leitet (Man saget mir „Gefahren …“) - Beinah bekehret - Es ist ein Born                                    | Doppelquartett der MFB-Jahresmannschaft                                                        | 19?? | Reihe: Jugend singt |
| MFB 005 | In deutscher Sprache mit der Jahresmannschaft des MFB                                            | In deutscher Sprache mit der Jahresmannschaft des MFB                                                                                | Doppelquartett der Jahresmannschaft der MFB                                                    | 19?? | Reihe: Jugend singt |
| MFB 005 | - Weißt du nicht? - Man quälte meinen Herrn                                                      | - Eile weg von der Sünd - Dein, Herr, ja, dein, Herr                                                                                 | Doppelquartett der Jahresmannschaft der MFB                                                    | 19?? | Reihe: Jugend singt |
| MFB 006 | Der Züricher Evangelisationschor singt und spielt                                                | Der Züricher Evangelisationschor singt und spielt                                                                                    | Züricher Evangelisationschor                                                                   | 19?? | Reihe: Jugend singt |
| MFB 006 | - Wir stehn als junge Christen - Offen steht Jesu erbarmendes Herze                              | - Du, Herr Jesus, hältst gewiss - Also hat Gott die Welt geliebt                                                                     | Züricher Evangelisationschor                                                                   | 19?? | Reihe: Jugend singt |
| MFB 007 | Die Jahresmannschaft singt Lieder aus dem Schaffen Johann Sebastian Bachs                        | Die Jahresmannschaft singt Lieder aus dem Schaffen Johann Sebastian Bachs                                                            | Jahresmannschaft des MFB                                                                       | 19?? | Reihe: Jugend singt |
| MFB 007 | - Ich liebe Jesum alle Stund - Ich lass dich nicht                                               | - Ich will beten - Herr, ich glaube                                                                                                  | Jahresmannschaft des MFB                                                                       | 19?? | Reihe: Jugend singt |
| MFB 008 | Der Winsener Evangelisationschor singt                                                           | Der Winsener Evangelisationschor singt                                                                                               | Winsener Evangelisationschor                                                                   | 19?? | Reihe: Jugend singt |
| MFB 008 | - Noch dringt Jesu frohe Botschaft - Stimmt zu Gottes Ehren                                      | - O Gott, dir sei Ehre - Jesus lässt dich nie alleine                                                                                | Winsener Evangelisationschor                                                                   | 19?? | Reihe: Jugend singt |
| MFB 009 | Die Zigeunergemeinde „Geborgenheit“ singt und spielt                                             | Die Zigeunergemeinde „Geborgenheit“ singt und spielt                                                                                 | Zigeunergemeinde „Geborgenheit“                                                                | 19?? | Reihe: Jugend singt |
| MFB 009 | - Wir singen von Jesus - Sein Nam ist wunderbar - Ahm an mo Dschie (Komm in mein Herz)           | - Am Kreuz ist noch Raum - Wende den Blick nur auf Jesus - Ich bin entschieden zu folgen Jesus - Unser Reiseziel, das ist der Himmel | Zigeunergemeinde „Geborgenheit“                                                                | 19?? | Reihe: Jugend singt |
| MFB 010 | Der Meißner Chor singt und spielt                                                                | Der Meißner Chor singt und spielt | Meißner Chor                                                                                   | 19?? | Reihe: Jugend singt |
| MFB 010 | - Wir jungen Christen tragen - Die Welt erhofft das große Glück                                  | - Es geht ein helles Klingen - Heute will dich Jesus fragen                                                                          | Meißner Chor                                                                                   | 19?? | Reihe: Jugend singt |
| MFB 011 | Der Berliner Evangelisationschor singt                                                           | Der Berliner Evangelisationschor singt                                                                                               | Berliner Evangelisationschor                                                                   | 19?? | |
| MFB 011 | - Warum trägst du deine Sorgen - Kommet her zu mir - Dein will ich sein                          | - Nötiger als Brot - Jesu, du bist unaussprechlich - Jesu, meine Sonne in der dunklen Nacht                                          | Berliner Evangelisationschor                                                                   | 19?? | |
| MFB 012 | Der Frankfurter Evangelisationschor singt                                                        | Der Frankfurter Evangelisationschor singt                                                                                            | Frankfurter Evangelisationschor                                                                | 19?? | |
| MFB 012 | - Wir sind junge Menschen (Komm, sag es allen weiter) - Dass Jesus siegt, bleibt ewig ausgemacht | - Wir haben sein Versprechen - Unser Land für Jesus                                                                                  | Frankfurter Evangelisationschor                                                                | 19?? | |
| MFB 013 | Neue Lieder aus Großalmerode                                                                     | Neue Lieder aus Großalmerode | Jugendchor Großalmerode; Rhythmusgruppe Sonics                                                 | 19?? | |
| MFB 013 | - Herr, du hast uns gerufen - Herr, bei dir will ich bleiben, du hast mein Wort                  | - Irgendwo auf deinem Wege - Hört den großen starken Namen                                                                           | Jugendchor Großalmerode; Rhythmusgruppe Sonics                                                 | 19?? | |
| MFB 014 | Die Christus-Träger singen und spielen                                                           | Die Christus-Träger singen und spielen                                                                                               | Christus-Träger                                                                                | 19?? | |
| MFB 014 | - Freunde, seid fröhlich - Jesus, ich lobe dich                                                  | - Manche Felder sind gelb - Die Sonne wird finster                                                                                   | Christus-Träger                                                                                | 19?? | |
| MFB 015 | Wo soll ich hin?                                                                                 | Wo soll ich hin? | Bremer Jugendchor-Leeste; Rhythmusgruppe Sonics; Werner Kalb (Gitarre); Wolfgang Heiner (Solo) | 19?? | |
| MFB 015 | - Trostlos und leer ist ohne dich die Welt - Herr, wohin sollten wir gehen                       | - Ihr Christen, stimmt ein Loblied an - Es führt ein Weg durch diese Zeit - Ich will Gott vertrauen                                  | Bremer Jugendchor-Leeste; Rhythmusgruppe Sonics; Werner Kalb (Gitarre); Wolfgang Heiner (Solo) | 19?? | |
| MFB 016 | Joy                                                                                              | Joy | JOY Singers                                                                                    | 19?? | JOY Singers (J = Jesus first; O = Others second; Y = Yourself last): Udo Schuß; Volkmar Heun; Helmut Gerhard; Ernst Unverzagt; Claus Herhard |
| MFB 016 | - I've The Joy - Ich habe mich entschieden                                                       | - Precious Lord, Take My Hand - Es ist nicht einfach zu leben - Surely Goodness And Mercy                                            | JOY Singers                                                                                    | 19?? | JOY Singers (J = Jesus first; O = Others second; Y = Yourself last): Udo Schuß; Volkmar Heun; Helmut Gerhard; Ernst Unverzagt; Claus Herhard |
| MFB 017 | - Wo ist Gott? - He Is Lord - God's Not Dead                                                     | - He Has Shown Thee - Jesus kommt wieder                                                                                             | Team Of Message                                                                                | 19?? | |
| MFB 018 | Happy                                                                                            | Happy | JOY Singers                                                                                    | 19?? | JOY Singers (J = Jesus first; O = Others second; Y = Yourself last)                                                                          |
| MFB 018 | - Du und ich - Kommt, lasst uns singen                                                           | - I Like The Sun - Happy, Happy, Happy                                                                                               | JOY Singers                                                                                    | 19?? | JOY Singers (J = Jesus first; O = Others second; Y = Yourself last)                                                                          |

| Nr.     | Titel | Titel | Künstler | Jahr | Anmerkungen                                                  |
| Nr.     | Seite A | Seite B | Künstler | Jahr | Anmerkungen                                                  |
| ------- | --- | --- | --- | ---- | ------------------------------------------------------------ |
| MFB 101 | - Einsam (Ja, du bist einsam)                                                                                              | - Doch in unsere Herzen, da sieht man nicht                                                                                | Fackelträger                                                                                                  | 19?? | Fackelträger, Band aus Hamburg; Reihe: Phonotraktate         |
| MFB 102 | Wie eine große Bühne ist die Welt                                                                                          | Wie eine große Bühne ist die Welt                                                                                          | ? | 19?? | Reihe: Phonotraktate                                         |
| MFB 102 | - Wie eine große Bühne ist die Welt                                                                                        | - Ist dein Leben voller Schuld                                                                                             | ? | 19?? | Reihe: Phonotraktate                                         |
| MFB 103 | Hallo, Sie sind gefragt!                                                                                                   | Hallo, Sie sind gefragt!                                                                                                   | Chor des MFB; Gerhard Bruns (Sprecher)                                                                        | 19?? | Reihe: Phonotraktate                                         |
| MFB 104 | Weihnacht heute Lieder und Worte zur Weihnacht                                                                             | Weihnacht heute Lieder und Worte zur Weihnacht                                                                             | Jugendsingkreis Großalmerode; Streichquartett Witzenhausen unter der Leitung von Hildegard und Siegfried Rams | 19?? | Alternative Katalognummer: MFB W 03                          |
| MFB 104 | - Der Heiland ist geboren - Weihnachtsgruß (Gesprochen) - Also hat Gott die Welt geliebt                                   | - Freude, Freude, große Freude (Kantate für vier gemischte Stimmen, zwei Violinen und Generalbass)                         | Jugendsingkreis Großalmerode; Streichquartett Witzenhausen unter der Leitung von Hildegard und Siegfried Rams | 19?? | Alternative Katalognummer: MFB W 03                          |
| MFB 105 | Glauben Sie denn daran? | Glauben Sie denn daran? | ? | 19?? |                                                              |
|         | | | |      |                                                              |
| MFB 151 | Wilhelm Busch erzählt aus seinem Leben und spricht über das Thema „Geht es auch ohne Jesus?“                               | Wilhelm Busch erzählt aus seinem Leben und spricht über das Thema „Geht es auch ohne Jesus?“                               | Wilhelm Busch (Sprecher)                                                                                      | 19?? | Reihe: Botschafter Gottes                                    |
| MFB 151 | - Mein Weg zu Jesus | - Geht es auch ohne Jesus?                                                                                                 | Wilhelm Busch (Sprecher)                                                                                      | 19?? | Reihe: Botschafter Gottes                                    |
| MFB 152 | Professor Rohrbach erzählt aus seinem Leben und antwortet auf Fragen nach dem Verhältnis von Naturwissenschaft und Glauben | Professor Rohrbach erzählt aus seinem Leben und antwortet auf Fragen nach dem Verhältnis von Naturwissenschaft und Glauben | Hans Rohrbach (Sprecher)                                                                                      | 19?? | Reihe: Botschafter Gottes                                    |
| MFB 153 | Klaus Vollmer erzählt aus seinem Leben und spricht über das Thema „Was ist Vergebung?“                                     | Klaus Vollmer erzählt aus seinem Leben und spricht über das Thema „Was ist Vergebung?“                                     | Klaus Vollmer (Sprecher)                                                                                      | 1969 | Reihe: Botschafter Gottes                                    |
| MFB 154 | Anton Schulte erzählt aus seinem Leben und spricht über das Thema Jesus, die Tür zum Leben                                 | Anton Schulte erzählt aus seinem Leben und spricht über das Thema Jesus, die Tür zum Leben                                 | Anton Schulte (Sprecher) 1 Vernon Wicker (Bariton); 2 Wiener Evangelisationschor                              | 19?? | Reihe: Botschafter Gottes                                    |
| MFB 154 | - Fürchte dich nicht, glaube nur2 - Mein Weg zu Jesus (Ansprache) - Ist auch verhüllt sein Angesicht1                      | - Gott wird dich tragen (Strophe 1)2 - Jesus, dir Tür zum Leben (Ansprache) - Gott, wird dich tagen (Strophen 2–3)2        | Anton Schulte (Sprecher) 1 Vernon Wicker (Bariton); 2 Wiener Evangelisationschor                              | 19?? | Reihe: Botschafter Gottes                                    |
| MFB 155 | Was heißt: „Ich glaube“?                                                                                                   | Was heißt: „Ich glaube“?                                                                                                   | Gerhard Bergmann (Sprecher)                                                                                   | 19?? | Reihe: Botschafter Gottes                                    |
| MFB 156 | Was ist ein Embryo-Christ?                                                                                                 | Was ist ein Embryo-Christ?                                                                                                 | Hans Bruns (Sprecher)                                                                                         | 19?? | Reihe: Botschafter Gottes                                    |
| MFB 157 | Licht verdrängt Finsternis                                                                                                 | Licht verdrängt Finsternis                                                                                                 | Kurt E. Koch (Sprecher)                                                                                       | 19?? | Reihe: Botschafter Gottes                                    |
| MFB 158 | Der Dienst der Christen | Der Dienst der Christen | Peter Schneider (Sprecher)                                                                                    | 19?? | Reihe: Botschafter Gottes                                    |
| MFB 159 | Jesus, der Herr in aller Not                                                                                               | Jesus, der Herr in aller Not                                                                                               | Hans Ufer (Sprecher)                                                                                          | 19?? | Reihe: Botschafter Gottes                                    |
| MFB 160 | War Jesus ein Revolutionär?                                                                                                | War Jesus ein Revolutionär?                                                                                                | Johannes Hansen (Sprecher)                                                                                    | 19?? | Reihe: Botschafter Gottes                                    |
| MFB 161 | Was ist Erweckung? | Was ist Erweckung? | Corrie ten Boom (Sprecherin)                                                                                  | 19?? | Reihe: Botschafter Gottes                                    |
| MFB 162 | Simson | Simson | Billy Graham (Sprecher)                                                                                       | 19?? | Schallplatte für junge Erwachsene; Reihe: Botschafter Gottes |
| MFB 163 | Was ist der rechte Lebensinhalt?                                                                                           | Was ist der rechte Lebensinhalt?                                                                                           | Kurt Schreppel (Sprecher)                                                                                     | 19?? | Reihe: Botschafter Gottes                                    |
| MFB 164 | Der lebendige Gott | Der lebendige Gott | Ruth Frey (Sprecherin)                                                                                        | 19?? | Schallplatte für Kinder; Reihe: Botschafter Gottes           |
| MFB 165 | Die wichtigste Frage des Lebens                                                                                            | Die wichtigste Frage des Lebens                                                                                            | Heinrich Kemner (Sprecher)                                                                                    | 19?? | Reihe: Botschafter Gottes                                    |
| MFB 165 | Ist das Leben sinnlos? | Ist das Leben sinnlos? | Karl Sundermeier (Sprecher)                                                                                   | 19?? | Reihe: Botschafter Gottes                                    |
| MFB 167 | Trost mitten im Leid | Trost mitten im Leid | Hans Krebs (Sprecher)                                                                                         | 19?? | Reihe: Botschafter Gottes                                    |
| MFB 168 | Gott – brauchen wir ihn überhaupt?                                                                                         | Gott – brauchen wir ihn überhaupt?                                                                                         | Ulrich Parzany (Sprecher)                                                                                     | 19?? | Reihe: Botschafter Gottes                                    |
| MFB 169 | Erich Schnepel erzählt aus seinem leben und spricht über das Thema „Du und die Bibel“                                      | Erich Schnepel erzählt aus seinem leben und spricht über das Thema „Du und die Bibel“                                      | Erich Schnepel (Sprecher)                                                                                     | 19?? | Reihe: Botschafter Gottes                                    |
| MFB 169 | - Mein Weg zu Jesus | - Du und die Bibel | Erich Schnepel (Sprecher)                                                                                     | 19?? | Reihe: Botschafter Gottes                                    |
| MFB 170 | Wolfgang Dyck erzählt aus seinem leben und spricht über das Thema „Gehet hin auf die Straßen“                              | Wolfgang Dyck erzählt aus seinem leben und spricht über das Thema „Gehet hin auf die Straßen“                              | Wolfgang Dyck (Sprecher)                                                                                      | 19?? | Reihe: Botschafter Gottes                                    |
| MFB 170 | - Mein Weg zu Jesus | - Gehet hin auf die Straßen                                                                                                | Wolfgang Dyck (Sprecher)                                                                                      | 19?? | Reihe: Botschafter Gottes                                    |
| MFB 171 | Herbert Masuch erzählt aus seinem leben und spricht über das Thema „Jesus Christus, die erneuernde Kraft“                  | Herbert Masuch erzählt aus seinem leben und spricht über das Thema „Jesus Christus, die erneuernde Kraft“                  | Herbert Masuch (Sprecher)                                                                                     | 19?? | Reihe: Botschafter Gottes                                    |
| MFB 171 | - Mein Weg zu Jesus | - Jesus Christus, die erneuernde Kraft                                                                                     | Herbert Masuch (Sprecher)                                                                                     | 19?? | Reihe: Botschafter Gottes                                    |
| MFB 172 | Albert Schmitt erzählt aus seinem leben und spricht über das Thema „Die Auferstehung Jesu erleben“                         | Albert Schmitt erzählt aus seinem leben und spricht über das Thema „Die Auferstehung Jesu erleben“                         | Albert Schmitt (Sprecher)                                                                                     | 19?? | Reihe: Botschafter Gottes                                    |
| MFB 172 | - Mein Weg zu Jesus | - Die Auferstehung Jesu erleben                                                                                            | Albert Schmitt (Sprecher)                                                                                     | 19?? | Reihe: Botschafter Gottes                                    |
| MFB 173 | Helmfried Riecker erzählt aus seinem leben und spricht über das Thema „Was ist Freiheit?“                                  | Helmfried Riecker erzählt aus seinem leben und spricht über das Thema „Was ist Freiheit?“                                  | Helmfried Riecker (Sprecher); Schülerinnenchor Aidlingen                                                      | 19?? | Reihe: Botschafter Gottes                                    |
| MFB 173 | - Kommentar - Mein Weg zu Jesus (Zeugnis) - Es ist wunderbar                                                               | - Was ist Freiheit? (Ansprache) - Freiheit ist nicht umsonst                                                               | Helmfried Riecker (Sprecher); Schülerinnenchor Aidlingen                                                      | 19?? | Reihe: Botschafter Gottes                                    |
| MFB 174 | Klaus Eickhoff erzählt aus seinem leben und spricht über das Thema „So redet Gott zu uns“                                  | Klaus Eickhoff erzählt aus seinem leben und spricht über das Thema „So redet Gott zu uns“                                  | Klaus Eickhoff (Sprecher)                                                                                     | 19?? | Reihe: Botschafter Gottes                                    |
| MFB 174 | - Mein Weg zu Jesus | - So redet Gott zu uns | Klaus Eickhoff (Sprecher)                                                                                     | 19?? | Reihe: Botschafter Gottes                                    |
| MFB 175 | Wolfgang Heiner erzählt aus seinem leben und spricht über das Thema „Glauben hat keinen Zweck, wenn …“                     | Wolfgang Heiner erzählt aus seinem leben und spricht über das Thema „Glauben hat keinen Zweck, wenn …“                     | Wolfgang Heiner (Sprecher)                                                                                    | 19?? | Reihe: Botschafter Gottes                                    |
| MFB 175 | - Mein Weg zu Jesus | - Glauben hat keinen Zweck, wenn …                                                                                         | Wolfgang Heiner (Sprecher)                                                                                    | 19?? | Reihe: Botschafter Gottes                                    |
| MFB 176 | Dwight Wadsworth erzählt aus seinem leben und spricht über das Thema „Gottes Geist ist für mich da“                        | Dwight Wadsworth erzählt aus seinem leben und spricht über das Thema „Gottes Geist ist für mich da“                        | Dwight Wadsworth (Sprecher)                                                                                   | 19?? | Reihe: Botschafter Gottes                                    |
| MFB 176 | - Mein Weg zu Jesus | - Gottes Geist ist für mich da                                                                                             | Dwight Wadsworth (Sprecher)                                                                                   | 19?? | Reihe: Botschafter Gottes                                    |
| MFB 177 | Siegfried Geppert erzählt aus seinem leben und spricht über das Thema „Die Zukunft gewinnen“                               | Siegfried Geppert erzählt aus seinem leben und spricht über das Thema „Die Zukunft gewinnen“                               | Siegfried Geppert (Sprecher)                                                                                  | 19?? | Reihe: Botschafter Gottes                                    |
| MFB 177 | - Mein Weg zu Jesus | - Die Zukunft gewinnen | Siegfried Geppert (Sprecher)                                                                                  | 19?? | Reihe: Botschafter Gottes                                    |
| MFB 178 | George Verwer erzählt aus seinem leben und spricht über das Thema „Revolution der Liebe“                                   | George Verwer erzählt aus seinem leben und spricht über das Thema „Revolution der Liebe“                                   | George Verwer (Sprecher)                                                                                      | 19?? | Reihe: Botschafter Gottes                                    |
| MFB 178 | - Mein Weg zu Jesus | - Revolution der Liebe | George Verwer (Sprecher)                                                                                      | 19?? | Reihe: Botschafter Gottes                                    |
| MFB 179 | Günter Hopp erzählt aus seinem leben und spricht über das Thema „Zielverfehlung“                                           | Günter Hopp erzählt aus seinem leben und spricht über das Thema „Zielverfehlung“                                           | Günter Hopp (Sprecher)                                                                                        | 19?? | Reihe: Botschafter Gottes                                    |
| MFB 179 | - Mein Weg zu Jesus | - Zielverfehlung | Günter Hopp (Sprecher)                                                                                        | 19?? | Reihe: Botschafter Gottes                                    |
| MFB 180 | Festo Kivengere erzählt aus seinem leben und spricht über das Thema „Brot und Wein“                                        | Festo Kivengere erzählt aus seinem leben und spricht über das Thema „Brot und Wein“                                        | Festo Kivengere (Sprecher); 1 Kabale-Konferenz-Chor, Kigezi (Uganda); 2 Bweranyangi-Gymnasium-Chor            | 19?? | Reihe: Botschafter Gottes                                    |
| MFB 180 | - Ebibi byangye Yesu - Einleitung von Eckart zur Nieden - Mein Weg zu Jesus (Zeugnis; Deutsch von Konrad Straub)           | - Brot und Wein (Abendmahlansprache, gehalten anlässlich der Großalmeroder Missionswoche) - No One Can Walk On The Water2  | Festo Kivengere (Sprecher); 1 Kabale-Konferenz-Chor, Kigezi (Uganda); 2 Bweranyangi-Gymnasium-Chor            | 19?? | Reihe: Botschafter Gottes                                    |

| Nr.     | Titel                                                                                               | Titel | Künstler                                                                               | Jahr | Anmerkungen                                                       |
| Nr.     | Seite A                                                                                             | Seite B | Künstler                                                                               | Jahr | Anmerkungen                                                       |
| ------- | --------------------------------------------------------------------------------------------------- | --- | -------------------------------------------------------------------------------------- | ---- | ----------------------------------------------------------------- |
| MFB 301 | Zigeuner spielen Advents- und Weihnachtslieder                                                      | Zigeuner spielen Advents- und Weihnachtslieder                                                                               | Zigeuner                                                                               | 19?? |                                                                   |
| MFB 301 | - Es kommt ein Schiff, geladen - Tochter Zion, freue dich - Es ist ein Ros entsprungen              | - Ich steh an deiner Krippen hier - Kommet, ihr Hirten - O du fröhliche                                                      | Zigeuner                                                                               | 19?? |                                                                   |
| MFB 302 | Nun danket all und bringet Ehr                                                                      | Nun danket all und bringet Ehr                                                                                               | Posaunenchor Geroldsgrün                                                               | 19?? |                                                                   |
| MFB 302 | - Nun danket all und bringet Ehr - Intrade Nr. 52 - Was Gott tut, das ist wohgetan                  | - Du meine Seele, singe - Fuge Nr. 5 - Nun lasst uns Gott, dem Herren                                                        | Posaunenchor Geroldsgrün                                                               | 19?? |                                                                   |
| MFB 303 | Jugendchor und Instrumentalkreis Großalmerode musizieren Weihnachtslieder                           | Jugendchor und Instrumentalkreis Großalmerode musizieren Weihnachtslieder                                                    | Jugendchor Großalmerode; Instrumentalkreis Großalmerode                                | 19?? |                                                                   |
| MFB 303 | - Die Nacht ist vorgedrungen - O Heiland, reiß die Himmel auf - Der Morgenstern                     | - Also hat Gott die Welt geliebet - Freut euch, ihr lieben Christen - Der Heiland ist geboren                                | Jugendchor Großalmerode; Instrumentalkreis Großalmerode                                | 19?? |                                                                   |
| MFB 304 | Ilse Wasse-Petersen singt Weihnachtslieder                                                          | Ilse Wasse-Petersen singt Weihnachtslieder                                                                                   | Ilse Wasse-Petersen (Sopran)                                                           | 19?? |                                                                   |
| MFB 304 | - Zu Bethlehem geboren - Jesu, dir sei Preis gesungen                                               | - O Freude über Freude - Still, still, still, wer Gott …                                                                     | Ilse Wasse-Petersen (Sopran)                                                           | 19?? |                                                                   |
|         | | |                                                                                        |      |                                                                   |
| MFB 306 | Euro ’70 5 Lieder des Dortmunder Evangelisationschors                                               | Euro ’70 5 Lieder des Dortmunder Evangelisationschors                                                                        | Dortmunder Evangelisationschor unter der Leitung von Klaus Heizmann 1 Frieder Soberger | 1970 |                                                                   |
| MFB 306 | - Du großer Gott, wenn ich die Welt betrachte1 - Lass es dir sagen, Gott kennt dich                 | - Seine Güte und Gnade (Ohne Weg, ohne Licht, ohne Hilfe) - So wie ich bin, so muss es sein - Richte den Blick nur auf Jesus | Dortmunder Evangelisationschor unter der Leitung von Klaus Heizmann 1 Frieder Soberger | 1970 |                                                                   |
| MFB 307 | Gehe nicht vorbei                                                                                   | Gehe nicht vorbei | Gefangenen-Chor der Justizvollzugsanstalten St. Georgen und Bayreuth                   | 19?? | In Kooperation mit Schwarzes Kreuz Christliche Straffälligenhilfe |
| MFB 307 | - Gehe nicht vorbei, o Heiland - Näher, mein Gott, zu dir                                           | - Hier ist ein Mensch - Ist dein Leben voller Schuld                                                                         | Gefangenen-Chor der Justizvollzugsanstalten St. Georgen und Bayreuth                   | 19?? | In Kooperation mit Schwarzes Kreuz Christliche Straffälligenhilfe |
|         | | |                                                                                        |      |                                                                   |
| MFB 355 | - Von meiner Heimat möcht ich singen - Lass die Herzen immer fröhlich                               | - Ich schreite vorwärts - Hast du Platz für Jesus - Ein feste Burg ist unser Gott                                            | Oberschlesisches Blasorchester                                                         | 19?? |                                                                   |
|         | | |                                                                                        |      |                                                                   |
| MFB 375 | Wir singen, wir sind froh Chor und Orchester der Kirche des Nazareners Frankfurt am Main musizieren | Wir singen, wir sind froh Chor und Orchester der Kirche des Nazareners Frankfurt am Main musizieren                          | Chor und Orchester der Kirche des Nazareners Frankfurt am Main                         | 19?? |                                                                   |
| MFB 375 | - Er achtet auf den Sperling - Ich kanns nicht fassen                                               | - Ehre sei Gott - Wär gleich blutrot die Sünde                                                                               | Chor und Orchester der Kirche des Nazareners Frankfurt am Main                         | 19?? |                                                                   |

| Nr.     | Titel                                                                                       | Titel                                                                                           | Künstler                              | Jahr | Anmerkungen |
| Nr.     | Seite A                                                                                     | Seite B                                                                                         | Künstler                              | Jahr | Anmerkungen |
| ------- | ------------------------------------------------------------------------------------------- | ----------------------------------------------------------------------------------------------- | ------------------------------------- | ---- | ----------- |
|         |                                                                                             |                                                                                                 |                                       |      |             |
| MFB 403 | Negro Spirituals                                                                            | Negro Spirituals                                                                                | Dwight Wadsworth                      | 19?? |             |
| MFB 403 | - Nobody Knows The Trouble I See - Every Time I Feel The Spirit - There Is A Balm In Gilead | - The Gospel Train's A'Coming - I Got Shoes, You Got Shoes - It's Me, It's Me, It's Me, Oh Lord | Dwight Wadsworth                      | 19?? |             |
|         |                                                                                             |                                                                                                 |                                       |      |             |
| MFB 405 | Chansons                                                                                    | Chansons                                                                                        | Charles Roda                          | 19?? |             |
| MFB 405 | - Der Hampelmann - Der Regen                                                                | - Am Morgen - Warum, o Gott                                                                     | Charles Roda                          | 19?? |             |
|         |                                                                                             |                                                                                                 |                                       |      |             |
| MFB 451 | Zünde an dein Feuer                                                                         | Zünde an dein Feuer                                                                             | Zigeunergemeinde „Geborgenheit“       | 19?? |             |
| MFB 451 | - Zünde an dein Feuer - Ich habe Freude                                                     | - Wir sind Zigeunerkinder nur - Also liebt Gott die Welt                                        | Zigeunergemeinde „Geborgenheit“       | 19?? |             |
| MFB 452 | - Ungarische Volksweise - Gott ist die Liebe                                                | - Ich bin durch die Welt gegangen - Ich hab einen herrlichen König                              | Zigeuner-Orchestermusik; Charlos Weiß | 19?? |             |

| Nr.        | Titel                          | Titel                     | Künstler                 | Jahr | Anmerkungen |
| Nr.        | Seite A                        | Seite B                   | Künstler                 | Jahr | Anmerkungen |
| ---------- | ------------------------------ | ------------------------- | ------------------------ | ---- | ----------- |
|            |                                |                           |                          |      |             |
| MFB NT 613 | - Jesus wird im Jordan getauft | - Jesus auf der Hochzeit  | J. M. Hollenbach (Autor) | 19?? |             |
| MFB NT 614 | - Jesus heilt die Kranken      | - Jesus vermehrt das Brot | J. M. Hollenbach (Autor) | 19?? |             |

| Nr.     | Titel                                | Titel                                    | Künstler         | Jahr | Anmerkungen |
| Nr.     | Seite A                              | Seite B                                  | Künstler         | Jahr | Anmerkungen |
| ------- | ------------------------------------ | ---------------------------------------- | ---------------- | ---- | --- |
|         |                                      |                                          |                  |      | |
| MFB 901 | Sag Ja zu Gottes Wegen               | Sag Ja zu Gottes Wegen                   | Wilfried Reuter  | 19?? | |
| MFB 901 | - Sag Ja zu Gottes Wegen             | - Einst zehn Männer sahen                | Wilfried Reuter  | 19?? | |
| MFB 902 | - Gehe nicht vorbei, o Heiland       | Fragst du gar nicht danach?              | Wilfried Reuter  | 19?? | |
| MFB 903 | Günter Tesch singt Neue Lieder       | Günter Tesch singt Neue Lieder           | Günter Tesch     | 19?? | |
| MFB 903 | - Meinst du wirklich                 | - The Woman (aus Johannes 4)             | Günter Tesch     | 19?? | |
| MFB 904 | Salz sollt ihr sein                  | Salz sollt ihr sein                      | The CT Four Plus | 19?? | The CT Four Plus aus den Christus-Trägern |
| MFB 904 | - Salz sollt ihr sein                | - Exodus II                              | The CT Four Plus | 19?? | The CT Four Plus aus den Christus-Trägern |
| MFB 905 | - Wenn es dunkel wird                | - Play Bach I                            | The CT Four Plus | 19?? | The CT Four Plus aus den Christus-Trägern: Bodo (Leadguitar); Dieter (Bass); Michael (Bass); Fritz (Rhythmguitar); Karl (Drums); Siegbert (Vocals)                                                                                     |
|         |                                      |                                          |                  |      | |
| MFB 907 | - Hosianna Hey                       | - Lord, You're Good To Me                | The CT Four Plus | 19?? | The CT Four Plus aus den Christus-Trägern: Bodo (Leadguitar); Dieter (Bass); Michael (Bass); Fritz (Rhythmguitar); Karl (Drums); Siegbert (Vocals)                                                                                     |
|         |                                      |                                          |                  |      | |
| MFB 908 | - Lied der Liebe                     | - Alla Turca                             | Maranatha        | 19?? | |
|         |                                      |                                          |                  |      | |
| MFB 921 | Love                                 | Love                                     | JOY Singers      | 19?? | JOY Singers (J = Jesus first; O = Others second; Y = Yourself last); Reihe: MFB-Songs |
| MFB 921 | - Love-Song                          | - O nimm es an                           | JOY Singers      | 19?? | JOY Singers (J = Jesus first; O = Others second; Y = Yourself last); Reihe: MFB-Songs |
| MFB 922 | - Was denkst du?                     | - Folge mir nach                         | Team Of Message  | 19?? | Reihe: MFB-Songs |
| MFB 923 | - Sing Halleluja                     | - Jesus sprach                           | Team Of Message  | 19?? | Reihe: MFB-Songs |
| MFB 924 | - Maranatha                          | - Wer fragt danach?                      | Maranatha        | 19?? | Reihe: MFB-Songs; Maranatha, Band aus Bad Rappenau |
| MFB 925 | - Alles ist eitel                    | - I'm Crying, Oh Lord                    | Maranatha        | 19?? | Reihe: MFB-Songs; Maranatha, Band aus Bad Rappenau |
| MFB 926 | Musik von Jesus im Stil unserer Zeit | Musik von Jesus im Stil unserer Zeit     | At Light         | 19?? | Reihe: MFB-Songs; At Light (Gerhard Unterbruger, 24 Jahre, Sologitarre, Gesang; Martin Latteier, 18 Jahre, Rhythmusgitarre; Helmut Mauer, 21 Jahre, Schlagzeug; Uli Krauß, 20 Jahre, Bass; Hans-Joachim Wild, 20 Jahre, Flöte, Gesang) |
| MFB 926 | - Seine Liebe                        | - Sag mir, wo ist die Freude geblieben … | At Light         | 19?? | Reihe: MFB-Songs; At Light (Gerhard Unterbruger, 24 Jahre, Sologitarre, Gesang; Martin Latteier, 18 Jahre, Rhythmusgitarre; Helmut Mauer, 21 Jahre, Schlagzeug; Uli Krauß, 20 Jahre, Bass; Hans-Joachim Wild, 20 Jahre, Flöte, Gesang) |

| Nr.     | Titel | Künstler | Jahr | Anmerkungen |
| ------- | --- | --- | ---- | --- |
| MFB 501 | Christus kam vom Himmel Weihnachtsbotschaft, neu gehört durch Musik, Lieder und Hörszenen | Chor und Instrumentalkreis der Jungen Gemeinde Großalmerode; Posaunen- und Flötenchor Geroldsgrün (Oberfranken); Wolfgang Stolze (Solo) Sprecher: West-Berliner Rundfunk: Joachim Nottke; Hans Kwiet; Jürgen Poritz; Günther Hanke; Tobias Pagel Evangeliums-Rundfunk: Horst Marquardt; Wilfried Mann Horst Mattheus | 19?? | |
| MFB 501 | Musiktitel: Aria aus Triosonaten für zwei Blockflöten und Basso Continuo von Johann Christoph Pez • Die Nacht ist vorgedrungen [Chor] • O Heiland, reiß die Himmel auf [Chor] • Gott sei Dank durch alle Welt [Chor] • Lobt Gott, ihr Christen [Flötenstück] • O komm herein, ich öffne dir die Tür [Solo] • Der Morgenstern ist aufgedrungen [Chor] • Nun sei uns willkommen, Herre Christ [Chor] • Als ich bei meinen Schafen wacht [Solo] • Der Heiland ist geboren [Chor] • Fröhlich soll mein Herze springen [Flötenstück] • Freut euch, ihr lieben Christen [Flötenstück] • Mit den Hirten will ich gehen [Solo] • In dulci jubilo [Flötenstück] • Also hat Gott die Welt geliebet [Chor] Hörfolgen: Die Betriebsweihnachtsfeier • Römischer Hauptmann in Bethlehem • Joseph und der Wirt • Zeitbericht des Geschichtsschreibers Lactantius u. a. • Verkündigung der Hirten • Zu späte Erkenntnis des Wirts • Lesung der Weihnachtsgeschichte                                                            | Chor und Instrumentalkreis der Jungen Gemeinde Großalmerode; Posaunen- und Flötenchor Geroldsgrün (Oberfranken); Wolfgang Stolze (Solo) Sprecher: West-Berliner Rundfunk: Joachim Nottke; Hans Kwiet; Jürgen Poritz; Günther Hanke; Tobias Pagel Evangeliums-Rundfunk: Horst Marquardt; Wilfried Mann Horst Mattheus | 19?? | |
| MFB 502 | Wir singen von Jesus | Hamburger Zigeuner | 1962 | Seite A: Tatsachenberichte über die Elbe-Flut 1962 in Hamburg; Seite B: Musiktitel |
| MFB 502 | Berichte aus den Tagen der Hamburger Flut 1962 • Wir singen von Jesus • Zigeunermusik mit Hörszene • Ist dein Leben voller Schuld • Hörszene • Ich bin entschieden zu folgen Jesus • Wir sind Zigeunerkinder nur • Ich bin durch die Welt gegangen • Zünde an dein Feuer • Ahm an mu Dschie • Prüf mich, o Gott • Wende den Blick nur auf Jesus • Hall tu Dschudscho • Gott ist die Liebe • Ich habe Freude • Mo dewel kamaell menn • Ich hab einen herrlichen König • Jesus allein gibt Heil und Leben • Unser Reiseziel, das ist der Himmel | Hamburger Zigeuner | 1962 | Seite A: Tatsachenberichte über die Elbe-Flut 1962 in Hamburg; Seite B: Musiktitel |
|         | | |      | |
| MFB 504 | Warum unbedingt Christus? Eine Hörfolge über die Weltreligionen | Various | 19?? | |
| MFB 504 | Mohammedanisches Gebet • Ringparabel aus Nathan der Weise • Kommentar • Der Träumer (Hörspiel) • Gott ruft dich heut [Chor] • Kommentar • Zeugnis eines ehemaligen Buddhisten • Ich lass dich nicht [Chor] • Kommentar • Zeugnis eines ehemaligen Moslems • Ich hab nun den Grund gefunden [Chor] | Various | 19?? | |
| MFB 505 | Leben in Angst Gott muss mit mir zufrieden sein! | Klaus Vollmer (Hauptredner); Eckart zur Nieden (Manuskript Rahmenprogramm); Helmut Ahnert (Sprecher); Rainer Brandt (Sprecher); Ursula Stojanoff (Sprecherin); Klaus Vollmer (Sprecher); Wilfried Davin (Sprecher); weitere Sprecher                                                                                 | 19?? | |
| MFB 505 | Leben in Angst Musikalische Einleitung • Besuch von Herrn Berger (Hörspiel) • Ansprache von Klaus Vollmer Gott muss mit mir zufrieden sein Hallo Sie da, Sie sind gefragt [Auszug aus Single Nr. MFB 103] • Die zwei verlorenen Söhne (Hörspiel) • Ansprache von Klaus Vollmer • Komm, sag es allen weiter [aus Single Nr. MFB 012] | Klaus Vollmer (Hauptredner); Eckart zur Nieden (Manuskript Rahmenprogramm); Helmut Ahnert (Sprecher); Rainer Brandt (Sprecher); Ursula Stojanoff (Sprecherin); Klaus Vollmer (Sprecher); Wilfried Davin (Sprecher); weitere Sprecher                                                                                 | 19?? | |
| MFB 506 | Freude, Freude, große Freude Weihnachtliche Chor- und Instrumentalmusik Hörszenen: Vom Elend zu dem Vaterland | Diverse | 19?? | Kompilation von Zweitverwertungstitel aus vorangegangenen Single-Veröffentlichungen |
| MFB 506 | Allemande • O Heiland, reiß die Himmel auf • Uns ist ein Kind geboren • Freude, Freude, große Freude (Kantate) • Advent ist es heut • Zu Bethlehem geboren • Das Wort ward Fleisch • Jesu, dir sei Preis gesungen • Ich steh an deiner Krippen hier (Kantate) | Diverse | 19?? | Kompilation von Zweitverwertungstitel aus vorangegangenen Single-Veröffentlichungen |
|         | | |      | |
| MFB 508 | „Frieden“ oder Frieden? Ein Bericht über die Aktionen junger Christen während der XX. Olympiade | Last Day;Bethesda Singers; Wort-des-Lebens-Quartett; Père Cocagnac; Merv & Merla Watson; Wolfgang Heiner (Sprecher); Wilhelm Bläsing (Sprecher); Eckart zur Nieden (Sprecher) | 1972 | |
| MFB 508 | Olympia-Marsch von Bert Kaempfert • Terror auf der „Insel des Friedens“ (Hörszenen mit Ausschnitten aus Fernsehübertragungen) • Intonation [Last Day] • Bericht über die Aktionsgemeinschaft • To God Be The Glory [Bethesda Singers (Washington)] • Frieden durch Vergebung (Ansprache von Wolfgang Heiner) • Hosianna [Wort-des-Lebens-Quartett] • Zeugnis von Père Cocagnac • Anti-Kriegs-Song • Liebte Gott der Herr uns nicht [Live] • Zeugnis einer Israelitin • Hevenu schalom alechem • Zeugnis eines Ägypters • Vater, vergib ihnen … (Ansprache von Wilhelm Bläsing, CVJM München) • Jesus ging durchs Tal des Todes [Wort-des-Lebens-Quartett] • Gebet von Franz von Assisi (Gesprochen von Eckart zur Nieden) • Herr, höre mein Gebet [Merv & Merla Watson (Toronto)] | Last Day;Bethesda Singers; Wort-des-Lebens-Quartett; Père Cocagnac; Merv & Merla Watson; Wolfgang Heiner (Sprecher); Wilhelm Bläsing (Sprecher); Eckart zur Nieden (Sprecher) | 1972 | |
| MFB 509 | O Happy Day Jesus-Festival | Various | 19?? | |
| MFB 509 | | Various | 19?? | |
| MFB 510 | Maranatha | Maranatha | 19?? | |
| MFB 510 | Spirit • Was ist ein Leben • Ask The World • Die drei Männer im Feuerofen • Herr • Menschen werden nie verstehn • Call • Gottes Wege • Du kennst die Fragen • Sing Halleluja | Maranatha | 19?? | |
|         | | |      | |
| MFB 512 | Weil du mich liebst | Tabor-Musikgruppe | 19?? | |
| MFB 512 | Weise mir, Herr, deinen Weg • Ich konnt nicht mehr leben • Es steh in deiner Macht • Du hast gewusst, dass Jesus lebt • Jesus Christus starb für mich • Warum besorgt • Ich sage sehr oft Herr zu dir • Herr, ich brauch dich • Ich will dir danken • Mach mich zum Werkzeug deines Friedens • Weil du mich liebst • Schönster Herr Jesu | Tabor-Musikgruppe | 19?? | |
| MFB 513 | Ich bin frei | Uschi Sachse | 19?? | |
| MFB 513 | Das Lied • Die rosarote Brille • Herr, du erbarmst dich der Armen • Freude über Freude • Es war vor sieben Jahren • Ein Leben mit dem Herrn • Herr, du siehst wie ich mich quäle • Befreit • Herr, ich habe Angst • Für Heide • Frühlingslied | Uschi Sachse | 19?? | |
|         | | |      | |
| MFB 515 | Herr, deine Liebe | Chor offensiver Christen | 19?? | Chor offensiver Christen: 40 Mitglieder zwischen 16 und 28 Jahren aus landes- und freikirchlichen Gemeinden |
| MFB 515 | Jesus ist unser Herr • I Believe • Die Bibel ist Gottes große Nachricht • Herr, deine Liebe • Jesus Christus ist das Licht • Jesus, Lover Of My Soul • Er offenbart sich • Dornenkrone • Unser Vater • Psalm 130 • Der tag vergeht | Chor offensiver Christen | 19?? | Chor offensiver Christen: 40 Mitglieder zwischen 16 und 28 Jahren aus landes- und freikirchlichen Gemeinden |
| MFB 516 | Bleib in der Liebe | Maranatha | 19?? | Koproduktion mit Abakus-Musik, dort erschienen unter Katalognummer 90014 |
| MFB 516 | Bleib in der Liebe • Der neue Tag • Draußen vor der Tür • Gott ruft dich • Du bist hier • Der werfe den ersten Stein • Kommet zu mir • Der verlorene Sohn (Trilogie) | Maranatha | 19?? | Koproduktion mit Abakus-Musik, dort erschienen unter Katalognummer 90014 |
| MFB 517 | Grünes Land | At Light | 19?? | At Light: Wolfgang Buck (Bass, Gitarre, Gesang, Tasteninstrumente); Markus Broska (Sprache, Gesang, Effekte); Helmut Mauer (Schlagzeug); Hans-Joachim Wild (Flöte, Gesang, Psalter); Thomas Wild (Sologitarre, Gesang, Effekte); Doris Wolfermann (Gesang) |
| MFB 517 | Ich würde dich so gern verstehn • Eine Bahnfahrt • Grünes Land • Dir kann ich alles sagen • Sieh die Blumen auf dem Feld • Samstagvormittag im Biosaal • Du bist nicht nur Licht und Sonne • Herr, wenn ich rufe • Petrus, wirf die Netze aus • Schuttabladeplatz • Deine Hand • Befreiung • Abendrot | At Light | 19?? | At Light: Wolfgang Buck (Bass, Gitarre, Gesang, Tasteninstrumente); Markus Broska (Sprache, Gesang, Effekte); Helmut Mauer (Schlagzeug); Hans-Joachim Wild (Flöte, Gesang, Psalter); Thomas Wild (Sologitarre, Gesang, Effekte); Doris Wolfermann (Gesang) |
| MFB 518 | Lichtblick | At Light | 19?? | Koproduktion mit Blue Rose Production, dort erschienen unter Katalognummer LP 20115 |
| MFB 518 | Sonne, Sand und Wind • Herr, ich habe Angst • Lichtblick • Leben, Licht und Klarheit • Denn der Abend kommt • Sünde • Einer kam zu Jesus • Hoffnung • Der Sohn • Der Idealist | At Light | 19?? | Koproduktion mit Blue Rose Production, dort erschienen unter Katalognummer LP 20115 |
| MFB 519 | Wiedergefunden | JOY Singers | 19?? | |
| MFB 519 | Mit Freuden singen wir • Er ist Wahrheit • Es ist nicht einfach • Du hast gewonnen • Wichtignehmen • Nobody Knows • Mein Leben • Wiedergefunden • Precious Lord • Ich hab mich entschieden • Singet und spielet • Die Stille vor Gott • Hat er nicht gesagt • Von guten Mächten | JOY Singers | 19?? | |
| MFB 520 | Aber Gott | Brüderhaus Tabor | 19?? | |
| MFB 520 | Ich danke meinem Gott • Dein Wort ist meines Fußes Leuchte • Jesus, ich will gehn • Du bist meine Freude • Die Welt lebt auf und singt • Lied an die Gemeinde • Halleluja! Lobet Gott in seinem Heiligtum • Die Gott lieben • Du bist wertvoll • Alles, was atmet • Psalm 145 (Ein Loblied Davids) • Epheser 2 • Ich werde auferstehn | Brüderhaus Tabor | 19?? | |
| MFB 521 | Bewahrung | Towards The Light | 19?? | Towards The Light, Jugendchor der Evangelisch-Lutherischen Kirchengemeinde Schönwald mit rund zwanzig Mitgliedern im Alter von 15 bis 36 Jahren, entstanden November 1985                                                                                  |
| MFB 521 | Lob und Dank • Verlass dich auf den Herrn • Ego • Deine Schuld hat er genommen • Du lebst dein Leben • Bewahrung • Towards The Light • Mein Leben • Halte mich, Herr • Liebe, Vertauen und Verstehn • Der Traum • Unser Herr macht niemals Urlaub | Towards The Light | 19?? | Towards The Light, Jugendchor der Evangelisch-Lutherischen Kirchengemeinde Schönwald mit rund zwanzig Mitgliedern im Alter von 15 bis 36 Jahren, entstanden November 1985                                                                                  |
|         | | |      | |
| MFB 551 | Jugend singt | diverse Jugendchöre | 19?? | 19 Musiktitel |
| MFB 552 | Jugend singt und spielt Folge 2 | diverse Jugendchöre und Bands | 19?? | 18 Musiktitel |
| MFB 553 | Groß, o Gott, ist deine Stärke Kanadische Christen singen | Various | 19?? | 11 Musiktitel |
| MFB 554 | Wir singen Gottes Lob Lieder zu festlichen Anlässen | Diverse | 19?? | |
| MFB 554 | Die Weihnachtsgeschichte • Nimm mich in deine guten Hände • Bis hierher hat mich Gott gebracht • Hebe deine Augen auf • Auf, auf, mein Herz, mit Freuden (Instrumental-Zwischenspiel) • Ich steh in meines Herren Hand • Der Herr ist mein Hirte • Christus ist auferstanden (Instrumental) • Du, meine Seele, singe • Menuett von Friedrich Karl Graf zu Erbach • Lobet den Herren • Loben mit einem Liede | Diverse | 19?? | |
|         | | |      | |
| MFB 560 | Mosaik – Lieder der Freude und des Trostes, bunt gemischt für ältere Hörer | Various | 19?? | Als MusiCassette erschienen unter Nr. MFB C 54 |
| MFB 560 | Instrumentalmusik (Mandolinen-Orchester Hamilton) [MFB 553] • Das ist ein köstlich Ding (Siegener Männerchor) • Potpourri: Lass die Herzen immer fröhlich (Tschechisches Blasorchester) [MFB 355] • Dass Jesus siegt, bleibt ewig ausgemacht (Frankfurter Jugendchor) [MFB 012] • Das Dunkel der Nacht (Kanadische Christen singen) [MFB 553] • Komm, beladene Seele (Manfred Grunwald) [MFB 553] • Ich blicke voll Beugung und Staunen (Kurt Schreppel) [MFB 3375] • Heute will dich Jesus fragen (Gitarrenchor Hamilton) [MFB 553] • Er achtet auf den Sperling (Chor der Kirche des Nazareners) [MFB 375] • Wenn ich einmal in den Himmel (Kanadische Christen singen) [MFB 553] • Warum trägst du deine Sorgen (Berliner Evangelisationschor) [MFB 011]• Freund, wir ziehn ins Heimatland (Gitarrenchor Hamilton) [MFB 553] • Ohne Weg, ohne Licht, ohne Hilfe (Euro-’70-Chor) [MFB 306] • Sag Ja zu Gottes Wegen (Wilfried Reuter) [MFB 901] • Du meine Seele, singe (Posaunenchor Geroldsgrün) [MFB 302] | Various | 19?? | Als MusiCassette erschienen unter Nr. MFB C 54 |
| MFB 561 | Mosaik – Musik und Lieder für junge Leute | Joy-Singers, Christusträger, Maranatha, At Light, Bremer Jugendchor, Großalmeroder Jugendchor, Fackelträger-Chor Hamburg, MFB-Studiochor | 19?? | Als MusiCassette erschienen unter Nr. MFB C 55 |
| MFB 561 | | Joy-Singers, Christusträger, Maranatha, At Light, Bremer Jugendchor, Großalmeroder Jugendchor, Fackelträger-Chor Hamburg, MFB-Studiochor | 19?? | Als MusiCassette erschienen unter Nr. MFB C 55 |
| MFB 562 | Mosaik – Songs und Musik für Teenager | Joy-Singers, Christusträger, Maranatha, At Light, Bremer Jugendchor, Großalmeroder Jugendchor, Fackelträger-Chor Hamburg, MFB-Studiochor | 19?? | Als MusiCassette erschienen unter Nr. MFB C 56 |
| MFB 562 | | Joy-Singers, Christusträger, Maranatha, At Light, Bremer Jugendchor, Großalmeroder Jugendchor, Fackelträger-Chor Hamburg, MFB-Studiochor | 19?? | Als MusiCassette erschienen unter Nr. MFB C 56 |
| MFB 563 | Heut ist es Weihnacht wieder | Various | 19?? | |
| MFB 563 | Heut ist es Weihnacht wieder • Weiß ein jeder von euch • Gottes Sohn, als Kind geborn • Es ist ein Ros entsprungen • Der Heiland ist geborn • O komm herein, ich öffne dir die Tür • Lobt Gott, ihr Christen allzugleich • Schönster Herr Jesus • Von seinem ewigen festen Thron • Königlich in der heilgen Nacht geborn • Lasset unser Lob erschallen • Kommet, ihr Hirten • Christus ist geborn heut • Ich steh an deiner Krippen hier • Was soll das bedeuten • Schlaf wohl, du kleines Jesuskind • O du fröhliche • Freude, Freude, große Freude | Various | 19?? | |
|         | | |      | |
| MFB 565 | Vertauen und Glück Mosaik beliebter Songs | Jürgen Werth | 19?? | |
| MFB 565 | Kommt, lasst uns singen • Sorget nicht • Ich will dir danken • Die drei Männer im Feuerofen • Der Tag vergeht • Happy, Happy, Happy • I Like To Live In The Country Side • When There Was Rain • Hosianna Hey • Freude über Freude • Du bist hier | Jürgen Werth | 19?? | |

| Nr.     | Titel                           | Künstler | Jahr | Anmerkungen |
| ------- | ------------------------------- | -------- | ---- | ----------- |
| MFB 703 | Jesus Revolution – Taten Gottes | Various  | 19?? |             |